# Переліски (Черняховський район)
Перелески (рос. Перелески) — селище Черняховського району, Калінінградської області Росії. Входить до складу Свободненського сільського поселення.
Населення —  0 осіб (2015 рік). 

## Населення
| 2002 | 2010 |
| ---- | ---- |
| 16   | ↘0   |